# Liste der Oberflächenformationen auf (433) Eros

Asteroid (433) Eros, aufgenommen beim Überflug der Sonde Near, 19. September 2000

Die Liste der geologischen Formationen auf (433) Eros enthält alle Oberflächenformationen auf dem Asteroiden (433) Eros, welche durch die Working Group for Planetary System Nomenclature (WGPSN) der Internationalen Astronomischen Union (IAU) einen Eigennamen erhalten haben. Die Benennungen erfolgten im Jahr 2003.

## Krater
Krater auf (433) Eros werden nach berühmten Liebhabern benannt.
| Name        | Mittlerer Durchmesser (km) | Koordinaten +W (0–360) der Kratermitte | Benannt nach                                                                            |
| ----------- | -------------------------- | -------------------------------------- | --------------------------------------------------------------------------------------- |
| Abelard     | 1,1                        | -3,5; 12,2                             | Petrus Abaelardus                                                                       |
| Aida        | 1,6                        | 7,9; 130,5                             | Sklavin Aida aus Giuseppe Verdis Aida                                                   |
| Avtandil    | 1,2                        | -22,5; 233,1                           | Awtandil aus Schota Rustawelis Der Recke im Tigerfell                                   |
| Bovary      | 0,8                        | -61; 27,3                              | Emma Bovary aus Gustave Flauberts Madame Bovary                                         |
| Casanova    | 0,9                        | 46,6; 236                              | Giacomo Casanova                                                                        |
| Catherine   | 1,1                        | 9,1; 171,1                             | Catherine Earnshaw aus Emily Brontës Wuthering Heights                                  |
| Cupid       | 1,8                        | 8,1; 230,2                             | Amor                                                                                    |
| Don Juan    | 1,1                        | 29,5; 356,7                            | Don Juan aus Molières Don Juan                                                          |
| Don Quixote | 0,9                        | -57,7; 250,8                           | Don Quijote aus Miguel de Cervantes’ Don Quijote                                        |
| Dulcinea    | 1,4                        | -76,1; 272,9                           | Dulcinea del Toboso aus Miguel de Cervantes’ Don Quijote                                |
| Eurydice    | 2,2                        | 13,5; 170                              | Eurydike                                                                                |
| Fujitsubo   | 1,7                        | -3,7; 62,7                             | Fujitsubo, eine Prinzessin in Murasaki Shikibus Genji Monogatari                        |
| Galatea     | 1,4                        | -10,2; 183,1                           | Galatea, die Elfenbeinstatue des Pygmalion                                              |
| Gamba       | 1,3                        | -20,6; 54,1                            | Marina Gamba, Haushälterin und Geliebte von Galileo Galilei                             |
| Genji       | 1,5                        | -19,5; 88,6                            | Genji aus Murasaki Shikibus Genji Monogatari                                            |
| Heathcliff  | 1,1                        | 7,4; 167,9                             | Heathcliff aus Emily Brontës Wuthering Heights                                          |
| Himeros     | 10                         | 21,2; 282,3                            | Himeros                                                                                 |
| Hios        | 1,3                        | -9,4; 130,9                            | Hios, Kind von Poseidon und Hiona                                                       |
| Jahan       | 2,1                        | 74,2; 293,5                            | Shah Jahan                                                                              |
| Kastytis    | 1,7                        | 6,8; 161,3                             | Kastytis aus Jūratė und Kastytis                                                        |
| Leander     | 1,4                        | 25,6; 210,3                            | Leander aus Hero und Leander                                                            |
| Leylie      | 1,9                        | -3; 23,5                               | Laila aus Nezamis und Dschāmis Madschnūn Lailā                                          |
| Lolita      | 1,8                        | -35,2; 197,7                           | Dolores (Lolita) aus Vladimir Nabokovs Lolita                                           |
| Mahal       | 1,2                        | 79,4; 170                              | Mumtaz Mahal                                                                            |
| Majnoon     | 2,1                        | 3,8; 28,8                              | Madschnun, die vermutete männliche Hauptperson aus Nezamis und Dschāmis Madschnūn Lailā |
| Mélisande   | 1                          | 67,1; 185,6                            | Mélisande aus Maurice Maeterlincks Pelléas et Mélisande                                 |
| Narcissus   | 2,9                        | 18,2; 7,1                              | Narziss                                                                                 |
| Orpheus     | 1,1                        | 25,6; 176,7                            | Orpheus                                                                                 |
| Pao-yü      | 0,8                        | -73,2; 105,6                           | Jia Baoyu aus Cao Xueqins Der Traum der Roten Kammer                                    |
| Pelléas     | 1,2                        | 63,1; 221,3                            | Pelléas aus Maurice Maeterlincks Pelléas et Mélisande                                   |
| Psyche      | 4,8                        | 31,6; 94,6                             | Psyche                                                                                  |
| Pygmalion   | 1,7                        | -1,8; 191,1                            | Pygmalion                                                                               |
| Radames     | 1,6                        | -5,2; 115,1                            | Feldherr Radamès aus Giuseppe Verdis Aida                                               |
| Selene      | 3,6                        | -14,2; 12,5                            | Selene                                                                                  |
| Tai-yü      | 1,4                        | -47; 126,1                             | Lin Daiyu aus Cao Xueqins Der Traum der Roten Kammer                                    |
| Tutanekai   | 2,1                        | 56,4; 3,3                              | Tutanekai aus der Legende von Hinemoa und Tutanekai der Maori                           |
| Valentine   | 2,2                        | 14,6; 208,4                            | Valentinstag                                                                            |

## Dorsa
Dorsa sind höhenrückenartige Oberflächenstrukturen. Dorsa auf (433) Eros werden nach Wissenschaftlern benannt, die zur Erforschung von Eros beigetragen haben.
| Name          | Koordinaten +W (0–360) der Dorsummitte | Benannt nach                                                                                                 |
| ------------- | -------------------------------------- | --- |
| Finsen Dorsum | -48; 350                               | William Finsen (1905–1979), südafrikanischer Astronom, der die längliche Form von Eros entdeckt hat          |
| Hinks Dorsum  | 42; 318                                | Arthur Hinks (1873–1945), britischer Astronom und Geograph, benutzte als erster Eros für die Sonnenparallaxe |

## Regiones
Regiones sind in der Astrogeologie ausgedehnte Gebiete auf einem Himmelskörper. Regiones auf (433) Eros werden nach den Entdeckern des Asteroiden benannt.
| Name           | Koordinaten +W (0–360) des Zentrums der Regiones | Benannt nach     |
| -------------- | ------------------------------------------------ | ---------------- |
| Charlois Regio | -16; 330                                         | Auguste Charlois |
| Witt Regio     | 18; 348                                          | Gustav Witt      |